# 2011년~2013년 러시아 시위
2011-13년 러시아 반정부 시위는 이번 2011년 러시아 의회선거에서 여당인 통합 러시아당의 부정선거 의혹과 러시아 총리 블라디미르 푸틴의 다음 대선에서의 독재 가능성을 두고 러시아 국민들, 해외 언론들과 국회의원들이 나서서, 러시아와 해외 일부 국가들에게서 2011년 12월 5일부터 현재까지 이어지는 시위이다. 시위에 참가한 군중들은 푸틴의 퇴진을 외치고 있으며, 뿐만 아니라 러시아의 민주적인 투표에 요구하고 있다. 이 시위는 소비에트 연방의 해체 이후 러시아에서의 가장 큰 규모의 시위로 알려져 있다.
러시아 명칭으로는 "국가 의회선거조작 반정부시위"(Протесты против фальсификации результатов выборов в Государственную думу)라고 불린다.
2011년 12월 10일을 기준으로 러시아 국내에서 42개 도시가 참여 중이며 해외 99개의 도시가 반정부 시위에 참여 중이다.
2011년 12월 24일에는 가장 큰 규모의 시위가 모스크바와 여러 도시들에서 일어났고,
2월 5일에는 모스크바의 주요 거리를 행진하였다.

## 배경
이번 러시아 반정부 시위는 푸틴의 독자체제 - 푸틴의 통합 러시아당 입당 - 여당의 의회 독점 - 여당의 의회선거조작 - 공산당과 미국의 언론플레이 - 반 정부 시위가 확산되면서 현재의 상황으로 오게 되었다.

### 의회선거의 조작
2011년 12월 4일, 러시아에서는 450명의 의원이 선출 되는 하원의원 선거를 실시하였다. 블라디미르 푸틴은 이번 총선이 3월 러시아 대선에 대통령으로 복귀 할 수 있는 중요한 기회였다. 그러나 국민들과 야당 그리고 독립 선거감시단체마저 이 선거를 현 여당인 통합 러시아당의 부정선거가 있을 것이라는 논란속에서 투표를 마치고, 하락 하였지만 50%가 넘는 지지율로 다시 한번 의회의 과반을 확보하였다. 하지만 최대 야당인 러시아 공산당의 선거조작을 계속 주장하였고, 러시아의 유일한 독립 선거감시단체인 골로스는 통합당의 부정선거가 확실하다는 보고를 내놓았다. 이에 러시아 언론들은 "미국의 선동자"라는 비판을 하며 1,000달러의 벌금을 징수하였다.

#### 의회선거의 조작 배경
의회선거 조작의 배경은 러시아 2대 대통령 블라디미르 푸틴의 2번의 대통령 연임과 4대 대통령 선거에 출마하여 다시 정권을 장악하려는 야심이 담겨 있다. 러시아 선거법에 일부분에는 삼선 연임불가라는 내용이 있어, 재선을 위해서 무소속으로 활동하였던 푸틴은 지지율이 높던 통합 러시아 당으로 입당한 뒤 현 총리로 지내고 있다.

### 언론플레이와 SNS
현재 시위자들은 푸틴의 퇴진을 외치고 있지만, 실제로 선거조작 전 까지는 푸틴의 지지율은 낮지 않았다. 이번 시위가 어느 정도 부풀려져 현재 상황에 이르게 되었는데 언론플레이의 배후에는 미국의 CNN과 FOX의 몫이 크다는 얘기도 나오고 있다.

시위의 상징인 하얀 리본

## 2011년 12월 4일

### 모스크바

#### 매네지나아 광장
매네지나아 광장 경찰서는 붉은 광장에서 집회를 개최하려고 하던 4명의 공산주의자들을 약 14시간 동안 체포 하였다. 구금 당한 사람들 중에서는 공산주의자인 세르게이 우달소바와 그의 아내인 아나스타샤 우달소바 그리고 집회 담당자들이 있었고, 우달소브는 소콜 역에서 이유없이 구금되었다. 하루 전날에는 10명 이상의 정치가들이 시위 직전에 체포당하였다.

#### 민족주의자들의 시위
11월 4일, 의회선거에 반대하는 큰 규모의 집회가 모스크바에서 일어났다. 소수의 민족주의자들이 뭉친 집회였지만 시민들의 지지로 수백명이 넘는 사람들이 그들과 같이 시위를 벌이기 시작하였다. 그 날 러시아의 의회선거에 반대하는 행진 운동이 일어나고, 투표가 종료되자 선거 결과에 반대하는 운동을 시작하였다. 그들은 현 정부에 대한 비판을 하며 시위를 시작하였고, 경찰들의 폭력진압으로 강제 해산되었고 시위를 지도한 자는 인근 역에서 체포되었다.
경찰은 이날 258명을 체포하였다고 보고했다.

### 상트페테르부르크
상인들이 시위운동을 벌여, 100명 이상이 체포되는 사태가 일어났다.

### 랴잔
약 150여명의 규모가 되는 행진과 집회가 개최되었다.

## 같이 보기
- 유로마이단